# القطيع (فلم)
القطيع فيلم تركي (بالتركية : Sürü ) أنتج سنة 1978 كتبة وأنتجه وشارك في إخراجه يلماز كوني بمساعدة زكي اوكتان إذ كان يقضي يلماز كوني وقتها فترة سجنه الثانية، مدة الفيلم 129 دقيقة . حصل على العديد من الجوائز في المهرجانات العالمية.

## قصة الفيلم
يروي الفيلم قصة عائلة كردية تعيش على تربية الأغنام في إحدى القرى الكردية في جنوب شرق تركيا وهم ينتقلون صيفا إلى المناطق النائية خارج قراهم في الأماكن التي يتواجد فيها المروج بغية رعي أغنامهم ويعيشون داخل الخيم.
يتحدث الفيلم عن الصراعات القبلية والطبيعة البشرية داخل نظام القبيلة حيث المجتمع الأبوي الذكوري المتسلط ويعكس المخرج تهميش دور المرأة داخل القبيلة، إذ ليست لديهم أي دور ولا رأي وهم أشبه بالأدوات يتبعون أزواجهم أينما ذهبوا دون مناقشة أو امتعاض .
ابن العائلة شفان بطل الفلم وهم من عشيرة فايسكان متزوج من فتاة من عشيرة أخرى (عشيرة خليلان) اسمها بيريفان، هذا الزواج تم بينهما من أجل الصلح بين العشيرتين بخصوص مسألة ثأر قديمة، لكن زوجته تلد ثلاثة أطفال ميتين فيظن والد شفان أن زوجة ابنه تفعل ذلك عمدا وتحاول أن تثأر منهم ودائما ما كان والد شفان (حمو) يعيره بزوجته ويضربه أمامها، بيريفان بعد وفاة طفلها الثالث أصبحت خرساء لا تتكلم( لاتتكلم طيلة مدة الفيلم ) ، لكن زوجها شفان الطيب القلب يأخدها إلى المدينة بغية علاجها رغم معارضة والده، لكنها ترفض أن يكشف عليها الطبيب لأن التقاليد الكردية العشائرية القديمة كانت ترفض أن يكشف رجل غريب على امرأة .أشقاء بيريفان خصوصا الأكبر منهم نيجيرفان يحاولون بشتى الطرق فتح قناة للتواصل مع كبير قبيلة فايسكان حمو لكن دون جدوى .
حمو الأب القاسي والمتسلط يدرك بأن حياتهم أصبحت صعبة ولا يمكنهم البقاء في تلك المنطقة التي تحولت مروجها إلى أراضي زراعية بعد حرثها من قبل أصحابها، لذلك يقرر التخلص من أغنامه وبيعهم في أنقرة، يستغل شفان ذلك ويتفق مع والده أن يأخذ زوجته بيريفان معهم إلى أنقرة لعلاجها هناك بعد أن يستلم حصته من بيع الأغنام .
حمو يؤجر عدة عربات لأغنامه من القطار المتجه إلى أنقرة وفي الطريق يتم سرقة بعض أغنامهم من قبل اللصوص ويقوم بعض منتسبي خطوط النقل بتسميم العديد من مواشيهم داخل عربة القطار بعد أن رفض والد شفان الرضوخ لابتزازهم واعطائهم المزيد من النقود، سائق القطار أيضا كان يقوم بين فترة وأخرى بالضغط المفاجيء على الفرامل لكي يتدافع القطيع على بعضة وينكسر أقدام العديد منهم وفي كل مرة يواجههم مشكلة يعير حمو ابنه شفان المسكين ويضربه ويقول له بأن زوجته هي سبب كل هذه المشاكل لأنها بنت مشؤمة، أما سلو وهو شقيق شفان الأصغر الذي كان يرافقهم لكي يساعد والده فكان همه الوحيد أن يتخلص من الكبت الجنسي الحاد الذي رافقه منذ طفولته فيتفق مع أحد السماسرة ويمارس الجنس مع إحدى بائعات الهوى داخل عربة القطار المليئة بالأغنام، لكن تلك الفتاة تسرق كل ما يملكه سلو من نقود وتهرب منه . بعد وصولهم إلى أنقرة يذهب شفان إلى بيت أحد معارفه لكن زوجته تسوء حالتها الصحية وتموت وعندما يذهب شفان إلى والده ليستلم منه النقود يقوم أحد الأشخاص بإهانة شفان ويعيره بزوجته رغم إنه لا يعرفه لذلك يخنقه شفان وتلقي الشرطة القبض عليه، الفيلم وإن كان كرديا ويتحدث عن الحياة الكردية لكنه أنتج أصلا باللغة التركية لأن النظام السياسي في تركيا يمنع أستخدام اللغة الكردية ومع ذلك فهناك بعض الحوارات القصيرة باللغة الكردية.
يعتبر فيلم القطيع من الأفلام الحية وغالبا ما يعرض على القنوات التركية وفي مهرجانات الأفلام السينمائية .
يركز مخرج الفيلم على حالة الفقر والبؤس والجهل في المناطق الكردية في تركيا وهذا انعكاس صارخ للسياسة المتبعة من قبل الدولة بحق تلك المناطق المهملة لأن سكانها ليسوا أتراك وإنما أكراد .

## أبطال الفيلم
- طارق اكان بدور شفان
- مليكه دميراغ بدور بيريفان
- تونجل كورتز بدور حمو
- لاوند إينانر بدور سلو
- يامان اوكاي
- أرول دميروز
- مرال نيرون
- سنار كوكايا
- سافار يارتاش

## الجوائز التي حصل عليها الفيلم
- جائزة أفضل فيلم في مهرجان لوكارنو السينمائي سنة 1979
- جائزة لجنة تحكيم الأفلام البروتستانتية الدولية لمهرجان برلين السينمائية سنة 1979
- جائزة أفضل فيلم وأفضل موسيقى في مهرجان أنطاليا سنة 1980
- جائزة أفضل الأفلام إبداعا في مهرجان لندن للأفلام سنة 1980
- جائزة أفضل فيلم في مهرجان أنتويرب للأفلام سنة 1980
- جائزة فالنسيا الكبرى في مهرجان فالنسيا سنة 1980

## روابط خارجية
- القطيع على موقع IMDb (الإنجليزية)
- القطيع على موقع ألو سيني (الفرنسية)
- القطيع على موقع Turner Classic Movies (الإنجليزية)
- القطيع على موقع قاعدة بيانات الأفلام السويدية (السويدية)
- القطيع على موقع قاعدة بيانات الفيلم (الإنجليزية)
- القطيع على موقع ليتربوكسد (الإنجليزية)
- القطيع على موقع كينوبويسك (الروسية)